# إميل غلاد
إميل غلاد (بالكرواتية: Emil Glad)‏ هو ممثل كرواتي، ولد في 25 يونيو 1929 في Nova Kapela, Brod-Posavina County ‏ في كرواتيا، وتوفي في 28 أغسطس 2009 بسبب سرطان.

## وصلات خارجية
- إميل غلاد على موقع IMDb (الإنجليزية)
- إميل غلاد على موقع قاعدة بيانات الفيلم (الإنجليزية)